# Джарун Хашор
Субурган Джарун Хашор — найбільша буддійська ступа в Росії. Знаходиться в Кіжингинському районі Республіки Бурятія на відстані 2 км автошляхом на північний захід від села Кіжинга.

## Опис
Кіжингинська Ступа Джарун Хашор є аналогом ступи Боднатх в околицях Катманду, Непал. Основою споруди є квадрат, що втілює мандалу Всесвіту. Вище — купол. Над ним — порівняно невеликий ярус, увінчаний шпилем-ганжіром. На «тілі» субургана 13 ступенів, які оперізують його кругом, що символізує шлях, по якому можна досягти Нірвани — звільнення людини від земних страждань і подальших перероджень.
Розміри субургана — 44 × 44 м, висота — до 33 м, включаючи ганжір-шпиль. У центрі ступи знаходиться храм Вчителів з 64 віконцями і портретами. Розмір храму — 22 × 22 м, висота — 16 м. З південного боку біля парадного входу праворуч — малий храм бодхісаттви Авалокітешвари, зліва храм — 21-ї Тари. На західній, червоній стороні — храм дакині. Очі на ступі символізують всевидяче око Будди, який готовий прийти на допомогу в будь-яку мить. Шпиль (Жойнхор Жусем) 3-метрової висоти, виконаний з товстого мідного листа і обрамлений золотом. У внутрішній простір Ступи закладено повне зібрання творів буддійського канону «Ганжур» і «Данджур» — особистий внесок Далай-лами XIV, і величезна кількість священних текстів й мантр, а також сім буддійських коштовностей — подарунок Богдо-гегена.
При субургані діє дацан, де можна здійснити обряди, замовити молитви: щодня читаються священні книги, проводять служби лами і хуваракі.

## Історія
У 1915 році при Кіжингинському дацані, в долині річки Кіжинги, було розпочато народне будівництво Великої Ступи Джарун Хашор, яке тривало протягом 4 років і було завершене в 1919 році. Святиня була схожа до Великої Ступи «Бодхнатх», що знаходиться поблизу міста Катманду — столиці Непалу. За легендою, вона була споруджена за часів Будди Каш'япа в III столітті до нашої ери.
У 1937 році Велика ступа була підірвана і зруйнована вщент, як і Кіжингинський дацан. До 1990-тих років духовенство, віруюче населення Кіжингинського району Бурятії і всього Забайкалля прийняли рішення про відродження Великої Ступи як буддійського комплексу, що об'єднує різні напрямки буддизму. Метою зведення субургана було збільшення впливу на духовну культуру бурятського та інших народів. 26 вересня 1990 року Його Святість Дугпах Рінпоче з Непалу освятив ділянку землі, де зводилася ступа. Їм же було віддано землі «бумбе» — символ скарбниці Дгарми.
Силами буддистів-мирян і громадськості, за фінансової підтримки уряду Республіки Бурятія, нова ступа була відтворена і освячена в жовтні 2001 року. Зводилася споруда протягом двох років будівельниками і художниками Кіжингинського району під керівництвом Ц. Ш. Федорова і Д. А. Жанаєва. Освятив її Еше Лодой Рінпоче. На церемонії відкриття з промовою виступили президент Республіки Бурятія Л. В. Потапов, Голова Народного Хуралу РБ М. І. Семенов.

## Релігійні коментарі
Згідно з буддійськими канонами, «Велика Ступа Джарун Хашор Чодден Лхахан — уособлення Розуму всіх Будд і Бодгісаттв трьох часів і десяти сторін, невластиве космічне тіло Будди (дгармакая), вираз милосердя до всіх живих істот. Ступа — як Чінтамані, виконуює всі бажання, хто звертається до неї з проханнями. Вона виконує всі бажання, надає допомогу кожному, хто з чистим серцем падає перед Нею, здійснює обхід перед нею з благоговінням. Велика Ступа зведена для того, щоб нести людям радість і щастя. Для кожного, хто приходить до Великої Ступи, дивиться на Неї, закриваються троє дверей нижчих сфер буття. Ті ж, хто здійснюють обхід навколо Неї, знаходять сім якостей божественного щастя: благородне народження, прекрасну форму, велику насолоду і розуміння, силу і успіх, позбавлення від хвороб і довге життя».
Буддійська легенда, пов'язана зі ступою Джарун Хашор розповідає: "У Непалі ступу Боднатх побудувала самотня жінка, що жила за часів ще до Шак'ямуні. У неї не було дітей і вона дала клятву побудувати ступу, якщо діти у неї будуть. Народила вона трьох хлопчиків. Все життя мати працювала на царя безкоштовно. Коли ж прийшов час царю платити, вона вирішила все гроші витратити на будівництво ступи, якій молилися б всі живі істоти. У будівництві взяли участь три її сина, Білий слон і Чорний ворон, керував будівництвом сам Ваджрасаттва. Жінка не дожила до завершення будівництва і померла, ставши дакіні (жіночою істотою, яка персоніфікує знання і магічні сили). Коли ступа була закінчена, Ваджрасаттва і божества зробили «согшод» — ритуал жертвоприношення Учителю. Всі разом, боги і люди, сиділи за одним столом і могли бачити один одного і розмовляти. Ваджрасаттва під час «согшода» дав обітницю виконати бажання трьох братів і всіх учасників будівництва, сказавши при цьому: «Джарун Хашор», що непальською мовою означає — «назад шляху немає», маючи на увазі, що не візьме сказане назад. Тибетською мовою назва означає «ступа, що виконує бажання» .